# Cristian Martínez Borja
Cristian Martínez Borja (Quibdó, 1º gennaio 1988) è un calciatore colombiano, attaccante del Patriotas Boyacá.

## Palmarès

### Club

#### Competizioni nazionali
- Categoría Primera B: 1

América de Cali: 2016
- Campionato ecuadoriano: 1

LDU Quito: 2018
- Coppa di Serbia: 1

Stella Rossa: 2011-2012
- Copa MX: 1

Veracruz: Clausura 2016
- Copa Ecuador: 1

LDU Quito: 2019
- Súper Liga: 1

Santa Fe: 2013

### Individuale
- Capocannoniere del campionato ecuadoriano: 1

2020 (24 reti)